# Ely Barbonaglia
Ely Helbert Barbonaglia de Andrade  (Belo Horizonte, 20 de agosto de 1990) é um ator brasileiro.
Nascido em Belo Horizonte, Barbonaglia começou a atuar aos 9 anos em teatro amador.
Iniciou sua carreira como modelo e participou de vários concursos na capital. Em 2005 teve sua primeira estreia profissional nos palcos, Protagonizou o clássico infantil, A bela adormecida, de Carl Schumacher o qual foi vencedor do PRÊMIO USIMINAS/SINPARC de maior público. Ely atuou também nos clássicos infantis: Branca de Neve, Cinderela e Os Três Porquinhos. E em 2007 Barbonaglia estreou em seu primeiro espetáculo adulto a comedia, Cuidado para o papai não descobrir, de Mauro Alvim na qual interpretou um homossexual chamado Victor e logo em seguida estreou com a comédia 2 Casais em maus lençóis onde interpretou um corretor completamente desastrado. Ely também protagoniza Segredos de adolescentes no qual interpreta um jovem de 17 anos envolvido com drogas. Pelo terceiro ano consecutivo Ely Barbonaglia é o ator que mais atua na maior campanha de teatro do País, A Campanha de Popularização do Teatro e da Dança de minas gerais com a média de 5 espetáculos por dia. Na televisão, apresentou o programa Bh Gerais.

## Trabalhos na televisão
- 2011 - Primeiro Plano .... Apresentador
- 2006 - Bh Gerais .... Apresentador

## Participações especiais
- Vrum  Especial de dia dos namorados (SBT)
- Você Decide (Globo)

### Teatro
- Na idade da Loba
- Como se livrar de um defunto.
- Cuidado pro papai não descobrir...!
- 2 casais em maus lençóis
- Segredos de adolescentes
- Os três porquinhos
- Cinderela
- A branca de neve e os 7 anões
- A turma do ursinho puff
- Quem tem medo do loba mau
- A bela adormecida
- Olho nu

### Cinema
- BH 2011
- Escrito para sempre
- Duplo sentido
- Mente
- Amargor
- A vida por debaixo do tapete